# Acalolepta opposita
Acalolepta opposita là một loài bọ cánh cứng trong họ Cerambycidae.